# Matías Bize
Matías Javier Bize García (Santiago, 9 d'agost de 1979) és un director de cinema, productor i guionista xilè. Ha aconseguit importants reconeixements internacionals en la categoria de cinema independent: la seva pel·lícula En la cama va aconseguir la Espiga d'Or de la Seminci de Valladolid en 2005 i La vida de los peces, el Premi Goya el 2011.

## Biografia
Va estudiar en el Col·legi San Juan Evangelista de Santiago i després a l'Escola de Cinema de Xile.
Les seves primeres pel·lícules van ser curts que va filmar sent estudiant: en 1999, Carla y Max i La noche anterior i l'any següent, La gente está esperando. En 2002, als 23 anys, quan encara no s'havia graduat, va dirigir el seu primer llargmetratge, Sábado, una película en tiempo real. El curt La noche anterior, que havia rodat dos anys abans, era una espècie de preqüela de Sábado: en ell treballen els mateixos actors (Blanca Lewin i Víctor Montero) en els mateixos papers.

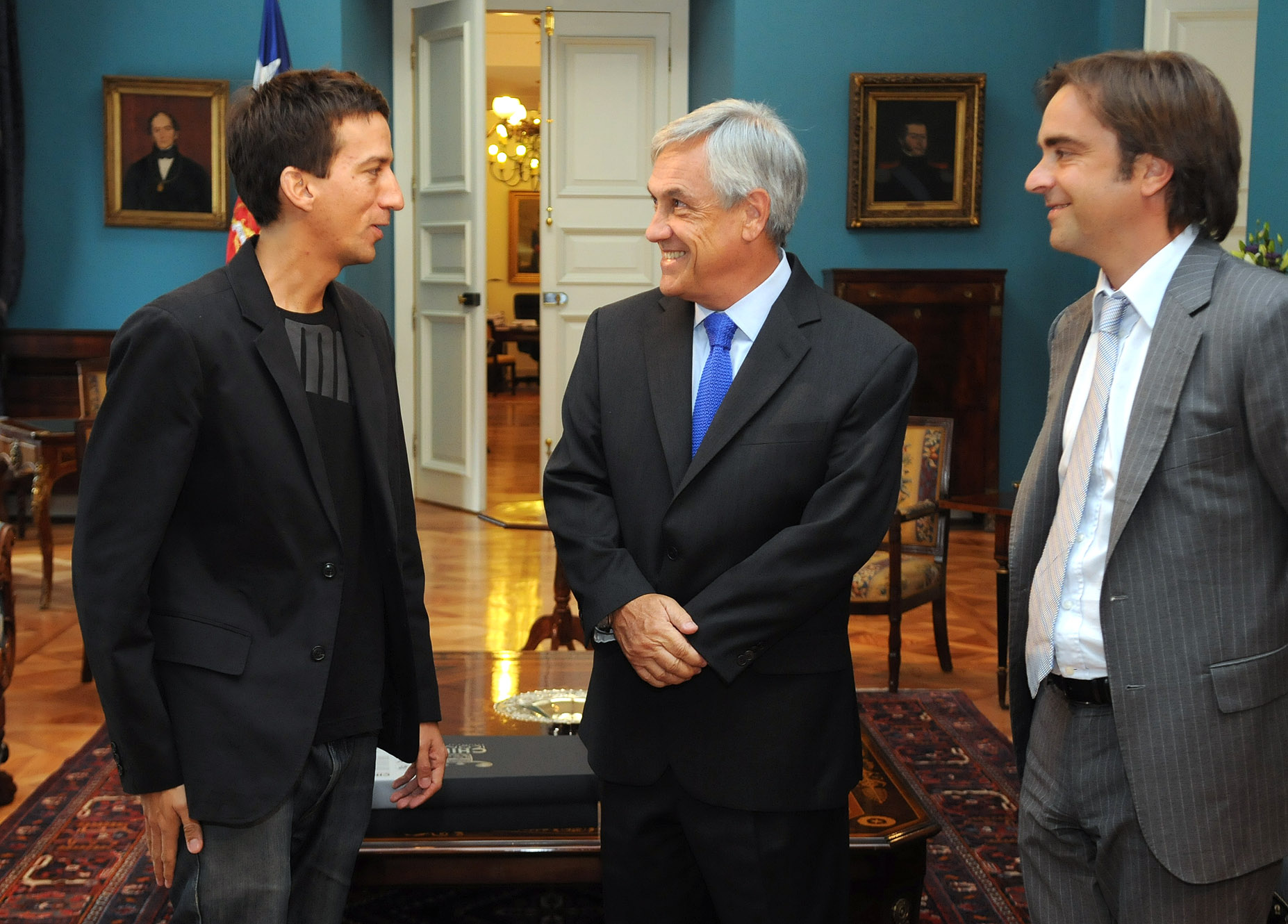
Matías Bize, Sebastián Piñera i Luciano Cruz-Coke en la visita a La Moneda pel seu Premi Goya.

Sábado, història tràgic-còmica d'unes noces que a minut es cancel·la, es va estrenar mundialment en el Festival Internacional de Cinema Mannheim-Heidelberg, on va obtenir 4 guardons, incloent el Premi Rainer Werner Fassbinder. La pel·lícula es va passejar després per altres festivals al voltant el món, obtenint premis i bona crítica.
Dos anys més tard va dirigir el llargmetratge En la cama, una coproducció xilè-alemanya estrenada a Locarno. Amb aquesta cinta va guanyar la Espiga d'Or a la Setmana Internacional de Cinema de Valladolid, convertint-se en el director més jove a obtenir aquest guardó. En total, el film va obtenir més de 35 premis internacionals i va ser estrenada comercialment en gran part del món. Mentrestant, continuava Bize fent curts de ficció, així com també videoclips i documentals.

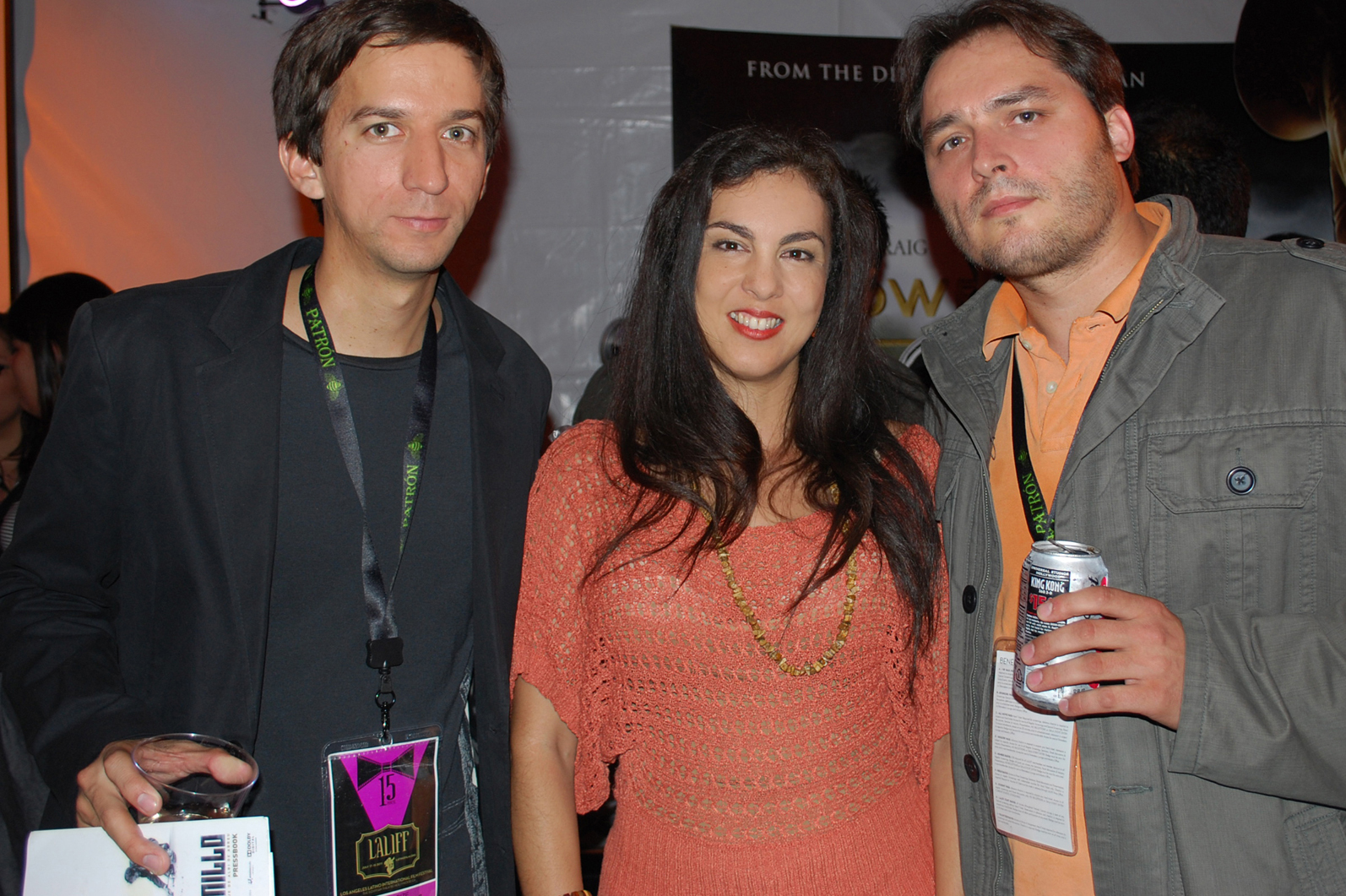
Matías Bize, Jackie Di Crystal i Javier Barbera a LALIFF.

El seu tercer llargmetratge, Lo bueno de llorar, és la història d'una relació de parella que s'acaba. Va ser rodat a Espanya i estrenat en Locarno.
Amb La vida de los peces Bize es reafirma com a director de talla internacional: l'Acadèmia de les Arts i les Ciències Cinematogràfiques d'Espanya la va premiar amb el Goya 2011 a la millor pel·lícula estrangera de parla hispana. A més, obté el mateix any el premi al millor director al festival de cinema llatí de Los Angeles (LALIFF).
En 2012 Bize va ser seleccionat, juntament amb altres cinc directors, al nou programa de residència del Festival de Berlín per a desenvolupar el seu cinquè llargmetratge, La memoria del agua. El guió d'aquesta coproducció xileno-alemanya l'ha escrit juntament amb Julio Rojas.

## Filmografia

### Llargmetratges
| Any  | Títol                | Director | Guionista | Productor |
| ---- | -------------------- | -------- | --------- | --------- |
| 2002 | Sábado               | ✓        |           | ✓         |
| 2005 | En la cama           | ✓        |           |           |
| 2005 | Juego de verano      | ✓        |           |           |
| 2006 | Lo bueno de llorar   | ✓        | ✓         |           |
| 2010 | La vida de los peces | ✓        | ✓         |           |
| 2015 | La memoria del agua  | ✓        | ✓         |           |
| 2019 | En tu piel           | ✓        |           |           |

### Curtmetratges
- 1999 - Carla y Max
- 1999 - La noche anterior
- 2000 - La gente está esperando
- 2005 - Llamando
- 2006 - Confesión
- 2007 - El espejo de sus ojos